# فورزا ایتالیا
فورزا ایتالیا (انگلیسی: Forza Italia، ترجمه به «ایتالیا به‌پیش!» یا Let's Go Italy) حزب سیاسی راست راست و محافظه کار لیبرال بود، گرایش‌هایش مسیحی دموکراتیک، لیبرال، پوپولیست، و همچنین یک اقلیت مهم سوسیال‌دموکرات بود. رهبر آن سیلویو برلوسکونی بود که چهار بار نخست‌وزیر ایتالیا شد.
در نوامبر سال ۲۰۰۸، شورای ملی حزب، تحت رهبری آلفردو بیوندی، رایزنی کرد تا «فورزا ایتالیا» را در یک حزب نو ادغام کنند.‌ در ۲۰۱۳، حزب فورزا ایتالیای نو گشایش یافت.
در طول حیات خود، این حزب وابستگی شدیدی به تصویر شخصی و کارایی رهبر آن (برلوسکونی) داشت؛ به همین دلیل آن را «حزب شخصیت» یا «حزب شخصی» برلوسکونی نامیده‌اند.